# Cariño Botado
Cariño Botado es el nombre de una leyenda y de una localidad ubicada en la comuna de San Esteban, ubicada en la región de Valparaíso, Chile. 
La leyenda se gestó con el Cruce de Los Andes realizado por el Ejército Libertador, propiamente con la columna que cruzó el Paso de Uspallata al mando del brigadier Juan Gregorio de Las Heras, quienes debían llegar a la villa Santa Rosa de Los Andes. Al bajar desde la cordillera, el Camino Real de la época comunicaba con San Felipe El Real, cruzando los sectores de la actual comuna de San Esteban como San Miguel, La Florida, y Tocornal. Cercano al sector de San Miguel, existía una pequeña comunidad, que al saber de la llegada del Ejército Libertador, preparó un gran banquete de bienvenida, "un cariño" era la expresión. Según la leyenda, Las Heras y el ejército desistieron del evento por orden de San Martin, ya este sería una trampa para los soldados, con comida y bebestibles envenenados por los realistas. Así la columna del ejército siguió su paso hacia Curimón, para reunirse con la columna de San Martin y O'Higgins, y así comenzar el plan para la Batalla de Chacabuco. Volviendo con el banquete, éste quedó botado a la deriva en el campo para las aves y animales.

## Antecedentes
Tras la derrota de Rancagua, las tropas chilenas huyeron a Mendoza donde se pusieron bajo el mando del General San Martín, quien en su plan de liberar Perú, comprendió la necesidad de liberar Chile y avanzar por mar al virreinato. El problema era el cruce de los Andes para lo cual necesitaba dividir las fuerzas de Casimiro Marcó del Pont  y avanzar rápido. Decidió hacer la invasión por distintos pasos, la principal pasaría a su mando por Paso los Patos y la columna secundaria iría al mando de Gregorio Las Heras. Será esta avanzada la que protagonizará la historia de Cariño Botado. El 18 de enero de 1817, Las Heras iniciará su viaje a Chile siguiendo la ruta del Paso de Uspallata y el valle del Río Mendoza, trasportando municiones y toda la artillería, cuyo transporte era imposible por el más escabroso paso de Los Patos.

## El Paso de Uspallata
El día 24 de enero de 1817, mientras Las Heras se encontraba acampado en Uspallata, recibió un aviso de que una avanzada de 1 cabo, 5 soldados de línea y 8 milicianos, fue sorprendida en el Fortín Picheuta por una avanzada realista de 250 soldados, que Marcó del Pont había hecho cruzar la cordillera. Tras el Combate de Picheuta,  los realistas cruzan rápidamente la cordillera pero deja en duda el factor sorpresa. Al entrar en territorio chileno el 2 de febrero, Las Heras debe enfrentar el destacamento que cuidada el paso en el Combate de Guardia Vieja. 
El avance se hizo entonces con tal rapidez que el día 8 ya estaba en Santa Rosa de los Andes.

## El "cariño botado"
La leyenda cuenta que los pobladores, apenas se enteran de la cercanía del Ejército Libertador, decidieron organizar un banquete a los soldados. Era "un cariño" como se decía en la época. Se cuenta que había licor, cantoras, y una fiesta preparada. Sin embargo, según algunas versiones, al llegar las tropas al lugar, Las Heras se excusó de aceptar el banquete, ya que debían cumplir con el plan al pie de la letra, que era reunirse con San Martin y O''Higgins en Curimón. Ademas se dice que por orden directa de San Martin, se les negó el permiso a los soldados de pasar al banquete por un posible envenenamiento de las comidas. Otras versiones apuntan a que vieron demasiado movimientos de personas y, temiendo una emboscada, decidieron cambiar el recorrido. 
Lo cierto es que durante esa semana se esperó inútilmente la llegada de los soldados. Los vecinos del caserío decidieron no servirse el banquete, dado que los soldados lo habían despreciado, por lo que lo dejaron allí mismo, para que las aves lo comieran.

## El acto de desagravio
Para las conmemoraciones del Bicentenario de la Independencia de Chile por fin se realizó un acto de desagravio para Cariño Botado, con la visita al pueblo de  militares chilenos y argentinos en representación de los libertadores.
En 2013 se filmó una miniserie de televisión inspirada en este hecho histórico.